# Ludolph Anne Jan Wilt Sloet van de Beele

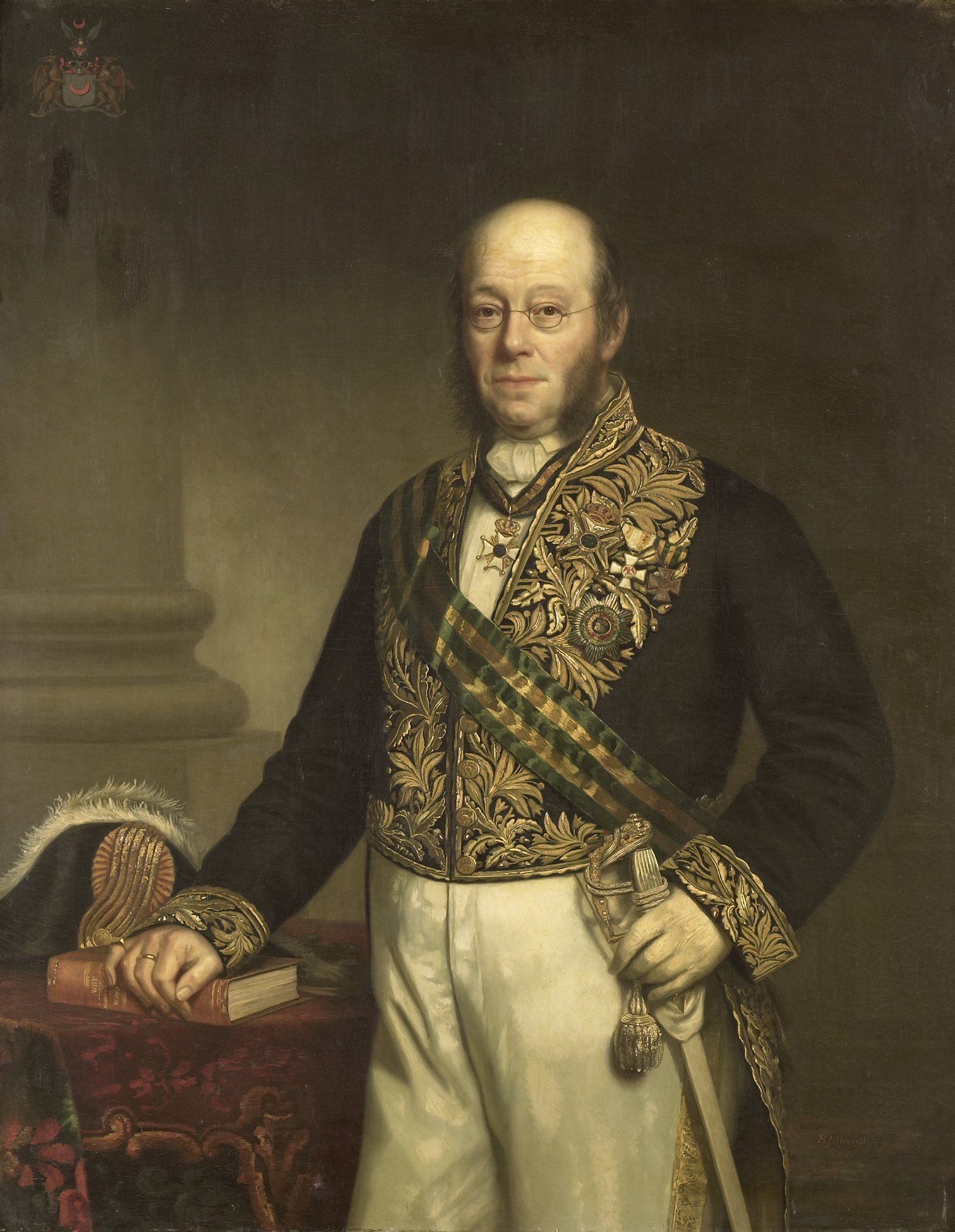
Ludolph Anne Jan Wilt

Ludolph Anne Jan Wilt, Baron Sloet van de Beele (* 28. März 1806 in Voorst; † 10. Dezember 1890 in Arnhem) war ein niederländischer Kolonialbeamter und von 1861 bis 1866 Generalgouverneur von Niederländisch-Indien.

## Leben
Ludolph Anne Jan Wilt studierte Jura und arbeitete später als Rechtsanwalt. Im Jahre 1861 wurde er zu Generalgouverneur von Niederländisch-Indien ernannt. Während seiner Amtszeit engagierte er sich stark für die Weiterentwicklung der Kolonie unter anderem durch den Bau einer Eisenbahn. Im Gegensatz zu vielen Kolonialbeamten zeigte er großes Interesse an der Kultur und der Geschichte der Einheimischen und publizierte zu diesem Thema auch diverse Schriften.
Nach seiner Zeit als Generalgouverneur war er Mitglied des niederländischen Unterhauses.
1856 wurde er zum Mitglied der Königlich Niederländischen Akademie der Wissenschaften gewählt.